# Coalescência (meteorologia)
Coalescência é o processo em que duas ou mais partículas ou gotículas fundem-se, formando apenas uma única gotícula (ou bolha). Em meteorologia, é um dos processos principais na formação de chuvas. As pequenas gotículas são arrastadas pelos ventos ascendentes e descendentes no interior de uma nuvem, colidindo-se e coalescendo-se. Quando as gotículas tornam-se muito grandes para serem sustentados pelas correntes de ar, começam a cair em forma de chuva. Este processo também acontece com outros fenômenos atmosféricos precipitantes, tais como a neve e o granizo.